# Steffen Bender
Steffen Bender ist ein deutscher Klimawissenschaftler. Er ist Leiter der Abteilung für Klimafolgen und Ökonomie am Climate Service Center Germany (GERICS) des Helmholtz-Zentrums Geesthacht.

## Leben
Bender absolvierte ein Chemie- und Geologiestudium an den Universitäten Heidelberg und Kiel. Er promovierte an der LMU München und habilitierte sich in Angewandter Geologie an der Ruhr-Universität Bochum.

## Wirken
Bender befasst sich insbesondere mit den Auswirkungen des Klimawandels, der Analyse von Folgen des Klimawandels und der Beratung von Städten und Kommunen. Er argumentiert, dass Klimaschutz und Anpassung an die globale Erwärmung gemeinsam gedacht werden müssen, und beklagt, dass es stattdessen oft ein Lagerdenken zwischen beiden Bereichen gebe. Auch betont er, dass zur Schaffung von Resilienz für komplexe Systeme, etwa Städte, eine Reihe punktueller Maßnahmen nicht ausreiche, sondern das Gesamtsystem klimaresilient gemacht werden müsse.

## Veröffentlichungen (Auswahl)
- J. Cortekar, S. Bender, M. Brune, M. Groth: Why climate change adaptation in cities needs customised and flexible climate services. In: Climate Services. Band 4, 2016, S. 42–51.
- B. Hennemuth, S. Bender, K. Bülow, N. Dreier, E. Keup-Thiel, O. Krüger, ... R. Schoetter: Statistical methods for the analysis of simulated and observed climate data, applied in projects and institutions dealing with climate change impact and adaptation. In: CSC report. Band 13, 2013, S. 1–135.
- S. Santato, S. Bender, M. Schaller: The European floods directive and opportunities offered by land use planning. In: CSC report. Band 12, 2013.